# El Morell
El Morell és una vila i municipi de la comarca del Tarragonès. Està situat al bell mig de triangle definit per les tres ciutats més importants del Camp de Tarragona (Tarragona-Reus-Valls), dins de la comarca del Tarragonès.
Limita al sud amb la Pobla de Mafumet, al nord amb Vilallonga del Camp i el Rourell, a l'oest amb Vilallonga del Camp i a l'est amb Perafort i Garidells. El traçat del ferrocarril Reus-Roda delimita el terme en el costat sud-est.
És el cap de l'Àrea Bàsica Territorial que porta el seu nom, que defineix el Pla Territorial General de Catalunya, i que està formada pels municipis de Vilallonga del Camp, la Pobla de Mafumet i el Morell.

## Etimologia
Segons Antoni Maria Alcover i Francesc de Borja Moll, el nom del Morell prové del llatí *morĕllu, diminutiu de mōrus, 'mora'.

## Geografia
- Llista de topònims del Morell (Orografia: muntanyes, serres, collades, indrets..; hidrografia: rius, fonts...; edificis: cases, masies, esglésies, etc).

El terme és irregular, en forma de L inversa, amb el costat més llarg que limita amb el marge dret del riu Francolí. També té dos enclavaments, coneguts com els Majols i el terme de la Selva situats a la part de ponent del terme. La superfície total és de 5,9 km².
El terreny és pràcticament pla, amb un pendent suau, cap al riu, la major part està destinat al cultiu de regadiu (fonamentalment avellaners) i a la indústria. El nucli urbà està situat a uns 100 metres respecte al nivell del mar.
A més del riu Francolí el terme està travessat, d'oest a est, pel riu Glorieta, que lliura les seves aigües al Francolí, a l'alçada de la Granja, la riera de Vilallonga o de la Selva, el torrent de Gemagó i els barrancs de Manyé i de les Bruixes.
El 2013 el municipi queda enllaçat amb l'autovia Tarragona-Lleida A-27.

## Història
De l'època romana, s'han trobat diferents restes en la zona del terme més propera al riu, entre les quals destaquen una vil·la, dins del complex de Repsol Química, i un mil·liari que senyalitzava l'antiga via romana que unia Tarraco i Ilerda.
Els orígens del Morell se situen l'any 1173, quan l'arquebisbe de Tarragona Guillem de Torroja i el rei Alfons I, cosenyors del Camp de Tarragona, donaren en pur, lliure i franc alou un tros de terra del terme del Codony a Berenguer dels Prats i a la seva muller, Dolça, per tal que s'hi establissin i el repoblessin.
A finals del segle xii es va construir el primer castell. Se situà en el punt més elevat, favorable per a la defensa i de forma que permetés el desenvolupament, al seu entorn, d'un lloc habitat. L'edifici principal era situat més al nord de l'actual, on ara hi ha el jardí.
A l'edat mitjana el lloc del Morell estava constituït pel castell i quatre cases més al seu voltant, que formaven un nucli molt reduït, en les actuals places de l'església i de la font. El seu nombre de focs variava entre els 8 de l'any 1358 i els 14 del 1497. Inicialment, els actes religiosos se celebraven al castell o en una casa particular, fins que l'any 1357 Eimeric des Prats, senyor del Morell, obtingué de l'arquebisbe de Tarragona permís per a edificar una església. No es coneix amb exactitud quan s'acabà, però hi ha notícies que existia abans del 1465.
El segle xvi s'extingí el llinatge dels des Prats i, per herència, la senyoria del Morell passà als Terrer. És en aquest segle quan s'inicià una primera expansió urbana considerable cap als actuals carrers Major i de Mestres. Entre el 1550 i el 1595 es vengueren vuit patis per fer casa, la meitat dels quals eren al carrer de la Bassa, l'actual carrer de Mestres. D'aquesta època destaquen les cases Baldrich, de la qual es conserva l'arc de l'entrada al carrer Major, i Vallgornera, a la plaça.

## Demografia
| 1497 f | 1515 f | 1553 f | 1717 | 1787 | 1857  | 1877  | 1887  | 1900  | 1910  |
| ------ | ------ | ------ | ---- | ---- | ----- | ----- | ----- | ----- | ----- |
| 14     | 22     | 22     | 184  | 568  | 1.168 | 1.235 | 1.358 | 1.372 | 1.535 |

| 1920  | 1930  | 1940  | 1950  | 1960  | 1970  | 1981  | 1990  | 1992  | 1994  |
| ----- | ----- | ----- | ----- | ----- | ----- | ----- | ----- | ----- | ----- |
| 1.546 | 1.697 | 1.491 | 1.495 | 1.674 | 1.859 | 2.139 | 2.274 | 2.255 | 2.255 |

| 1996  | 1998  | 2000  | 2002  | 2004  | 2006  | 2008  | 2010  | 2012  | 2014  |
| ----- | ----- | ----- | ----- | ----- | ----- | ----- | ----- | ----- | ----- |
| 2.338 | 2.293 | 2.308 | 2.358 | 2.530 | 2.704 | 3.080 | 3.395 | 3.514 | 3.530 |

| 2016  | 2018  | 2020  | 2022  | 2024  | 2026 | 2028 | 2030 | 2032 | 2034 |
| ----- | ----- | ----- | ----- | ----- | ---- | ---- | ---- | ---- | ---- |
| 3.550 | 3.649 | 3.742 | 3.803 | 3.878 | -    | -    | -    | -    | -    |

| 1497 | 1515 | 1553 | 1787 | 1887  | 1900  | 1920  | 1950  | 1970  | 2010  | 2024  |
| 14   | 22   | 22   | 568  | 1.358 | 1.372 | 1.546 | 1.495 | 1.859 | 3.395 | 3.878 |

## Economia
A la dècada dels 70, es va instal·lar a la vora del riu Francolí el polígon nord del complex petroquímic de Tarragona que s'ha convertit en la principal activitat econòmica del Morell. Bona part de les terres dedicades al cultiu es van perdre amb aquesta construcció.
Queden encara algunes terres destinades a l'agricultura, dedicades principalment al cultiu d'avellaners.

## Cultura
L'església parroquial està dedicada a Sant Martí. Es va construir sobre un antic temple entre 1759 i 1765. És de nau única, amb capelles laterals i d'estil barroc tardà. La nau està coberta amb volta de canó, mentre que les capelles tenen voltes d'aresta.
El castell va ser reconstruït per complet al segle xviii per la família Montoliu, ja que l'anterior edifici es trobava pràcticament en runes. Es va modificar la seva ubicació, desplaçant-la al sud. Va ser ampliat el 1794. Declarat Bé Cultural d'Interès Nacional des del 1949.
Aquesta població va ser el bressol del prevere, pintor i geòleg Josep Gelabert i Rincón.

### Tradicions
Festa Major d'Estiu (Del 28 de juliol a l'1 d'agost)
Festa Major d'Estiu en honor dels copatrons Sant Abdó i Sant Senén que compta entre altres actes tradicionals la Zeurera Pyrina Refrescant, una lluita que mantenen els morellencs amb el cuc de l'avellana fins que aconsegueixen matar-lo. També es fan la cercavila, correfoc, concerts...
Festa de La Granja (Primera setmana de juliol)
Una benvinguda a l'estiu que es duu a terme a la Granja dels Frares. Una missa a l'ermita, un sopar popular i ball, són els tres elements que configuren aquesta festa tradicional del Morell.
Festa dels Avis (1/09/05)
Coincidint amb la Diada de Catalunya, l'11 de setembre, l'Ajuntament del Morell fa un homenatge a la Gent Gran del municipi. La Festa consisteix a fer un homenatge a l'avi i l'àvia i un reconeixement a les parelles que celebren les seves noces d'or. Entre els actes que s'organitzen hi ha una missa, un vermut, un dinar popular i ball. També es lliuren obsequis entre els avis assistents.